# Jo Leinen
Jo Leinen (Bisten, 6 aprile 1948) è un politico tedesco.
Esponente del Partito Socialdemocratico di Germania, ha fatto parte di tre gruppi parlamentari europei: Gruppo del Partito del socialismo europeo (quinta legislatura), Gruppo socialista al Parlamento europeo (sesta legislatura) e Gruppo dell'Alleanza Progressista di Socialisti e Democratici al Parlamento Europeo (settima e ottava legislatura). Durante l'ottava legislatura (2014-2019) è stato presidente della Delegazione per le relazioni con la Repubblica popolare cinese.